# Belutu
Belutu is een bestuurslaag in het regentschap Siak van de provincie Riau, Indonesië. Belutu telt 5434 inwoners (volkstelling 2010).